# クロノ・モノクローム
『クロノ・モノクローム』は、磯見仁月の日本の漫画。『週刊少年サンデー』（小学館）にて、2014年1号から2015年1号まで連載していた。チェスと歴史を交えた物語となっている。

## あらすじ
天才チェス少年である犬伏黒六は、ある事件がきっかけで人と向かい合って座れなくなっていた。そんなある日、チェスのネット対戦を楽しむ中、「ターク」と名乗る謎の人物との対戦中、突然18世紀のウィーンにタイムスリップしてしまう。そこで出会ったのは、発明家のケンペレン男爵と、歴史に埋もれた機械チェス人形、「ターク」であった。

## 登場人物
犬伏 黒六（いぬぶせ くろむ）
本作の主人公。中学2年生でチェス世界選手権Jr.ユースの元日本代表。物心つく頃からチェスを指し続け、小さい頃は生意気な性格でチェスの王様を目指していたが、ある謎の人物との対戦をきっかけに、人と向かい合って座れない体質になってしまう。そんなある日、「ターク」と名乗る謎の人物とのネット対戦中、突然18世紀のウィーンにタイムスリップしてしまう。そこで発明家のケンペレン男爵と出会い、彼が開発した機械チェス人形、「ターク」の操縦をすることになる。
ヴォルフガング・フォン・ケンペレン
18世紀オーストリアの男爵にして発明家。実在した人物をモデルにしている。
アントン
ケンペレンの使用人。実在した人物をモデルにしている。
レベッカ
時計職人組合の見習い工。

## 単行本
小学館少年サンデーコミックスより全5巻。
1. 2014年4月18日発売 ISBN 978-4-09-124626-4
2. 2014年6月18日発売 ISBN 978-40-9-124677-6
3. 2014年9月18日発売 ISBN 978-40-9-125099-5
4. 2014年12月18日発売 ISBN 978-40-9-125394-1
5. 2015年1月16日発売 ISBN 978-40-9-125555-6